# Le Brasilia
Le Brasilia est un immeuble de Marseille situé le long du boulevard Barral dans le 8e arrondissement, datant de 1967 et mesurant 65 mètres de haut pour 21 étages. Il est l’œuvre de l'architecte Fernand Boukobza.
L'immeuble est remarquable par sa filiation explicite avec l'architecte Le Corbusier et les principes de la Cité Radieuse (barre construite sur pilotis, appartements en duplex traversant...), sa forme courbe et son escalier extérieur très stylisé. Il a reçu en 2000 le label « Patrimoine du XXe siècle ».